# Санта-Ана-Тавела
Санта-Ана-Тавела (исп. Santa Ana Tavela)  —   муниципалитет в Мексике, входит в штат Оахака. Население — 993 человека.